# Syndrome mononucléosique
Les syndromes mononucléosiques sont caractérisés par l'apparition dans le sang, et en grand nombre, de cellules mononucléées (ne possédant qu'un seul noyau, par opposition aux polynucléaires qui paraissent en avoir plusieurs).
Ces cellules sont des lymphocytes T de grande taille, basophiles et polymorphes. Ce phénomène est généralement décrit dans des maladies infectieuses, des maladies allergiques ou immunologiques.  
La cause la plus typique et la plus fréquente (80 %) est la mononucléose infectieuse, primo-infection par le virus d'Epstein-Barr (EBV).

## Clinique
Ce syndrome survient surtout chez l'adulte jeune. Il se manifeste habituellement par une fièvre et fatigue, adénopathies, angine et éruptions cutanées, et autres symptômes selon la cause.
L'interrogatoire recherche des facteurs de risques (antécédents de contact infectieux, contacts avec des animaux, risque alimentaire, transfusion, prises médicamenteuses…).
L'examen clinique recherche des signes éventuels, plus particulièrement au niveau des aires ganglionnaires, de la rate (splénomégalie) et du foie (hépatomégalie), ORL, et cutané (rash, ulcération ou chancre d'inoculation, ictère…).

## Diagnostic
Le diagnostic est biologique, basée sur la formule sanguine (hémogramme) et le frottis sanguin, examens suffisants pour affirmer le diagnostic. Il existe une hyperleucocytose modérée de 10 à 20 000 éléments / 10−9 L, avec plus de 50 % d'éléments mononucléés (lymphocytes et monocytes), une hyperlymphocytose supérieure à 4 000 /mm3 et au moins 10 % de lymphocytes activés (morphologie atypique). L'examen ne détecte pas de blastes (cellule sanguine immature). Ces anomalies sont spontanément régressives en quelques semaines.
Il s'agit d'une réaction d'immunité cellulaire normale, en réponse à une agression le plus souvent virale.
Elle peut s'accompagner d'une neutropénie et d'une thrombopénie. L'anémie est absente ou modérée.
Le bilan hépatique montre une cytolyse hépatique avec augmentation des transaminases. Les autres examens se font en fonction du contexte.

## Étiologie
Les causes principales, à rechercher en priorité, sont :
- Mononucléose infectieuse ou primo-infection par EBV (80 % des cas de syndrome mononucléosique) ;
- Cytomégalovirus (10 %) ;
- VIH par infection des lymphocytes T CD4 ;
- Toxoplasmose.

Les autres causes infectieuses sont beaucoup plus rares, par exemple  :
- Rubéole ;
- Hépatite A ;
- Syphilis secondaire ;
- Brucellose ;
- Paludisme.

De même pour les causes non-infectieuses, comme :
- Syndrome d'hypersensibilité médicamenteuse, ou syndrome DRESS (Drug Reaction with Eosinophilia and Systemic Symptoms) ;
- Maladie sérique (hypersensibilité à un sérum étranger) ;
- Maladie du greffon contre l'hôte ;
- Piqûre d'insecte.